# La Granja (Cile)
La Granja è un comune del Cile della provincia di Santiago. Si trova nella Regione Metropolitana di Santiago. Al censimento del 2002 possedeva una popolazione di 132.520 abitanti.

## Società

### Evoluzione demografica
| Censimento del 1992 | Censimento del 2002 |
| 133.285 ab.         | 132.520 ab.         |